# 28 febbraio
Il 28 febbraio è il 59º giorno del calendario gregoriano. Mancano 306 giorni alla fine dell'anno (307 negli anni bisestili).

## Eventi
- 202 a.C. – Con l'incoronazione di Gao Zu iniziano i quattro secoli di dominazione della Dinastia Han sulla Cina
- 457 – L'imperatore romano d'Oriente Leone I nomina i generali dell'Impero d'Occidente Ricimero e Maggioriano, responsabili della morte dell'imperatore Avito, magistri militum
- 628 – A causa della grande sconfitta nella Lunga guerra contro l'Impero bizantino (602-628), l'imperatore persiano Cosroe II è giustiziato per ordine del figlio Kavadh II
- 870 – Termina il Concilio di Costantinopoli del 869–870
- 1297 – Serrata del Maggior Consiglio a Venezia
- 1525 – Il re azteco Cuauhtémoc viene fatto giustiziare all'alba da Hernán Cortés
- 1700 – In Svezia il 28 febbraio è seguito dal 1º marzo, creando così il calendario svedese
- 1784 – John Wesley istituisce la Chiesa metodista
- 1854 – Il Partito Repubblicano viene fondato a Ripon, Wisconsin
- 1861 – Il Colorado viene organizzato come Territorio degli Stati Uniti
- 1897 – Ranavalona III, ultima regina del Madagascar, è deposta dai francesi
- 1922 – L'Egitto ottiene l'indipendenza
- 1933 – In Germania viene approvato il Decreto dell'incendio del Reichstag, il giorno dopo l'Incendio del Reichstag
- 1935 – Wallace Carothers prepara per la prima volta il nylon
- 1940 – Ad Arsia, allora in Italia (ora in Croazia) avvenne un incidente nella miniera locale ove morirono quasi 200 minatori, e altrettanti furono i feriti che morirono nei giorni successivi[1]
- 1941 – Seconda guerra mondiale: si conclude con un netto fallimento l'Operazione Abstention, tentativo britannico di conquistare le isole italiane del Dodecaneso
- 1947 – Incidente di Taiwan: inizia una rivolta popolare contro la Repubblica di Cina
- 1954 – Viene messa in vendita la prima televisione a colori a New York
- 1960 – Si chiudono gli VIII Giochi olimpici invernali a Squaw Valley, California
- 1974 – Nel Regno Unito si svolgono le elezioni anticipate
- 1980 – L'Andalusia proclama la sua autonomia tramite un referendum
- 1983 – Viene trasmesso negli USA l'ultimo episodio di M*A*S*H, divenendo l'episodio televisivo più visto della storia, con un numero di spettatori superiore ai 100 milioni
- 1986 – Olof Palme, primo ministro svedese, viene assassinato a Stoccolma
- 1988:
  - In Italia scoppia lo scandalo delle carceri d'oro
  - A Calgary, in Canada, si chiudono i XV Giochi olimpici invernali
- 1991 – Si conclude la guerra del Golfo tra Iraq e Kuwait
- 1997 – Un terremoto nel nord dell'Iran provoca più di 3000 morti
- 2013 – Termina il pontificato di Benedetto XVI, primo papa a rinunciare al soglio pontificio in epoca moderna

## Nati
Ci sono circa 1 220 voci su persone nate il 28 febbraio; vedi la pagina Nati il 28 febbraio per un elenco descrittivo o la categoria Nati il 28 febbraio per un indice alfabetico.

## Morti
Ci sono circa 530 voci su persone morte il 28 febbraio; vedi la pagina Morti il 28 febbraio per un elenco descrittivo o la categoria Morti il 28 febbraio per un indice alfabetico.

## Feste e ricorrenze

### Civili
Nazionali:
- Spagna - Giorno dell'Andalusia
- Taiwan - Giorno della memoria della pace

### Religiose
Cristianesimo:
- Santi Macario, Rufino, Giusto e Teofilo, martiri
- Sante Marana e Cira, vergini
- Santi Martiri di Alessandria
- San Romano di Condat, abate
- San Basilio martire (Chiesa ortodossa)
- Beato Ciriaco María Sancha y Hervás, cardinale
- Beato Daniel Brottier, sacerdote
- Beati Martiri di Unzen
- Beato Timoteo Trojanowski, religioso e martire

Negli anni non bisestili si festeggiano oggi anche i santi e beati del 29 febbraio:
- Sant'Augusto Chapdelaine, martire in Cina
- Sant'Ilario, papa
- Sant'Oswald di Worcester, arcivescovo di York e di Worcester
- Beata Antonia da Firenze, badessa